# Beñesmer
Beñesmer o Beñesmen es el nombre que daban los aborígenes guanches de la isla de Tenerife −Islas Canarias− al mes de agosto antes de la conquista castellana en el siglo xv, aplicándose por extensión también a las celebraciones de la cosecha desarrolladas en esa época.

## Etimología
Aparece en la documentación también con las formas beñasmer, begnesmet, benismer y benismen.
El filólogo e historiador Juan Álvarez Delgado propone como significado 'segundo mes', 'segunda lunación' o 'segunda medida' desde la forma primaria beñe-smet o beñ-i-smet, donde smet se corresponde con la denominación del número dos dada por los aborígenes −de Gran Canaria− según el explorador Niccoloso da Recco.
Para Ignacio Reyes la traducción de beñesmer sería 'el que evapora, consume o termina', derivándola de una posible forma primaria wənna əsmer.
En una comparación de guanchismos con diversas raíces consonánticas bereberes y del grupo afroasiático, el profesor Alexander Militarev observó el parecido de la forma beñesmer con el lexema *čmr- ('cosecha', 'siega'), proponiendo una reconstrucción *we-n-esmer ('el/lo de la cosecha').

## Características
Los autores tradicionales Juan de Abréu Galindo y Leonardo Torriani dicen en sus obras confeccionadas a finales del siglo xvi que beñesmer era el nombre del mes de agosto, apuntando además que era el tiempo en que los guanches recogían sus cosechas de cebada y trigo.
Otro autor coetáneo, Fray Alonso de Espinosa, no da el término, pero indica que:

Cuando hacían su agosto y recogían los panes, hacían juntas y fiestas en cada reino, como en agradecimiento del
bien recibido, y eran estas fiestas tan privilegiadas, que aunque hubiese guerra se podía pasar de un reino a otro seguramente
a ellas.

Así, se ha extendido el uso de la voz beñesmer para designar las fiestas de la recolección desarrolladas en los meses de verano, y en las que se realizaban grandes convites y diversos juegos.
Por su parte, Tomás Arias Marín de Cubas indica que el beñasmer o primera luna de agosto marcaba el inicio del año según el calendario guanche.
Para el historiador y médico Juan Bethencourt Alfonso el Beñesmer era la asamblea legislativa de la sociedad guanche, constituida por lo que él denomina «Gran Tagoro» y por el «Cuerpo de Chaureros», instituciones formadas por los nobles de cada reino. Sus atribuciones eran extensas, indicando el autor que «fiscalizaba, reglamentaba y legislaba sobre cuanto tenía relación con la vida de un pueblo bajo el régimen socialista comunista», siendo celebradas estas Cortes durante nueve días en la tercera decena de abril, segunda de agosto y tercera de diciembre.
Para algunos autores, las fiestas celebradas en honor a la virgen de Candelaria durante el mes de agosto en la villa homónima son una reminiscencia sincretizada de las antiguas fiestas del beñesmer aborigen.

## El Beñesmen en la actualidad
Modernamente diversos colectivos realizan actos culturales bajo el nombre de Beñesmer. En el municipio de San Juan de la Rambla se celebró en 2008 el I Beñesmen, una fiesta popular basada en esta antigua costumbre que pretende acercar las tradiciones canarias a niños y jóvenes.
En el municipio de San Cristóbal de La Laguna el primer sábado del mes de diciembre, se otorgan las Distinciones Beñesmer, acto organizado y patrocinado por la Asociación Cultural Antiguos Orfeonistas La Laguna con las que se pretende reconocer  la labor realizada desde la humildad y honestidad con perpetuidad en el tiempo y  que eso haya servido para realzar el buen nombre del municipio. Actualmente se entregan cuatro modalidades: Individual, Deporte, Cultura y Empresa.